# Meerbeke
Meerbeke ist eine Teilgemeinde der belgischen Stadt Ninove in der Denderstreek in der Provinz Ostflandern. Der Ort hat eine Fläche von 10,47 km².

## Geschichte
Meerbeke wurde erstmals urkundlich im Jahre 870 im Vertrag von Meersen erwähnt. Es gehörte seinerzeit zum Gau Brabant und war im Besitz des Klosters in Nivelles. Ab 1085/1086 war Meerbeke ein Teil der Landgrafschaft Brabant, die in den Jahren 1183/1184 im Herzogtum Brabant aufging.
Unter der französischen Herrschaft wurde der Ort dem Scheldedepartement zugeschlagen, das dann 1815 nach dem Wiener Kongress in der Provinz Ostflandern aufging.
Zum Jahreswechsel 1976/1977 wurde die bis dahin selbstständige Gemeinde Meerbeke aufgelöst und mit Ninove vereinigt.

## Sehenswürdigkeiten
- Sint-Pieterskerk mit dem Chor einer romanischen Kirche aus der Zeit um das Jahr 1100

## Sport
Meerbeke war von 1973 bis 2011 der Zielort der Radrennsportveranstaltung Flandern-Rundfahrt.